# International Association of Geodesy
Die International Association of Geodesy (IAG) ist die internationale Organisation der wissenschaftlichen Geodäsie und hauptverantwortlich für die Koordinierung ihrer Forschungsaktivitäten und internationalen Dienste. Sie wurde 1862 als Mitteleuropäische Gradmessung in Berlin gegründet, 1886 auf die Internationale Erdmessung erweitert und 1919 in die Internationale Union für Geodäsie und Geophysik (IUGG), die ihrerseits dem Dachverband des ISC angehört, zunächst als Sektion und 1946 unter dem jetzigen Namen in den ICSU integriert. Derzeit sind 70 Länder Mitglieder der IUGG und damit der IAG.
Die Verwaltung befindet sich beim Finnish Geospatial Research Institute (FGI) in Masala, Finnland.

## Gliederung der IAG
- Vier Kommissionen: Reference Frames, Gravity Field, Earth Rotation and Geodynamics, Positioning and Applications.
- Ein Globales Geodätisches Observationssystem (GGOS)
- Drei Inter-Kommission-Komitees für Theorie (ICCT), Klimaforschung (ICCC) und Marinegeodäsie (ICCM)
- Ein Assoziationsprojekt für neuartige Sensoren und Quantentechnologie (QuGe)
- Eine Kommunikation- und Kontakt-Branche

## Leitung der IAG
Den Vorsitz in der IAG führt der Präsident, derzeit (2019–2023) Zuheir Altamimi, Forschungsdirektor des IGN (Paris), in Vertretung der Vizepräsident, Richard Gross, NASA Jet Propulsion Laboratory, Pasadena, USA.
Geschäftsführer ist der Generalsekretär, derzeit Markku Poutanen (Finnland), in Vertretung sein Vorgänger Hermann Drewes (Technische Universität München). Der am längsten fungierende Generalsekretär war Jean-Jacques Levallois von 1960 bis 1975. Derzeit ist die Amtsperiode auf 12 Jahre begrenzt.

## Internationale Dienste
- IERS – Internationaler Dienst für Erdrotation und Referenzsysteme (Erdrotation, Datendienst)
- IGS – International GNSS Service
- ILRS – International Laser Ranging Service (EDM zu Satelliten und Erdmond)
- IVS – International VLBI Service for Geodesy and Astrometry (Interferometrie, Radioastronomie)
- IDS – International DORIS Service
- IGFS – International Gravity Field Service
- BGI – International Gravimetric Bureau (Bureau Gravimétrique International)
- ICGEM – International Center for Global Earth Models
- IDEMS – International Digital Elevation Model Service
- IGETS – International Geodynamics and Earth Tide Service
- ISG – International Service for the Geoid
- PSMSL – The Permanent Service For Mean Sea Level (Meeresspiegel, Geoid)

Alle zwei Jahre finden einwöchige wissenschaftliche Symposien mit mehreren hundert Teilnehmern und vielen einzelnen Tagungen statt, davon alle vier Jahre im größeren Rahmen der IUGG mit mehreren tausend Teilnehmern.
Eine intensive Kooperation besteht auch zur Fédération Internationale des Géomètres (FIG), welche im Gegensatz zur IAG die technisch-geodätische Seite vertritt (siehe Ziviltechniker bzw. Ingenieurgeodäsie).